# ミナ・チャン
ミナ・チャン（Mina Chang; 1984年10月29日 - ）は、朝鮮系アメリカ人の元官僚。2019年4月から2019年11月までアメリカ国務省紛争安定化司令室の副次官補を務めていた。経歴詐称が報じられ辞任に追い込まれた。

## 生い立ち
チャンは朝鮮系アメリカ人として生まれた。両親はともに救世軍で活動している慈善家であり、アトランタで育った。別のインタビューでは米国海兵隊一家の出身と述べていた。
チャンはジェイク・ハリマン（Jake Harriman）と結婚している。ハリマンはケニアとエチオピアで貧困層を支援するヌル・インターナショナル（Nuru International）という団体を創設し、その代表を務めている。

## 活動歴
Dallas Observerの2014年のインタビュー記事によると、2010年まで歌手として活動して英語と朝鮮語でアルバムを販売したこともあり、各国を回るツアーも行なったことがあるという。ボランティア活動のかたわら、「リンキング・ザ・ワールド」（Linking the World）という世界各国で援助を行うNPO団体に参加し、その後チャンはNPO団体の代表になり団体はダラスに本部を移した。
2019年4月にアメリカ国務省紛争安定化司令室の副次官補に指名され、NPO団体の代表を辞任した。トランプ政権はもともとチャンをアメリカ合衆国国際開発庁のさらに上位職に指名する予定で2019年1月にアメリカ下院に推薦していたが、2019年9月に推薦を取り下げた。
一部メディアで経歴詐称の疑いが報じられたことを受けて、2019年11月18日、ポンペオ国務長官に、アメリカ国務省紛争安定化司令室の副次官補職の辞表を提出した。

## 経歴詐称問題
2019年11月12日、NBCニュースはチャンがアメリカ合衆国国際開発庁に入庁するまでの過去の経歴は詐称や誇張であることを報道した。
- ハーバード大学経営大学院（HBS）の卒業生であるとしていたが、実際は7週間の短期プログラムを受講したのみで学位は取得していない[9]。

- アメリカ陸軍戦略大学を卒業したとの経歴についても、4日間のセミナーに参加したのみだった[9]。

- 副次官捕の就任直前まで代表を務めていた非営利団体「リンキング・ザ・ワールド」では、海外に多数の学校を建設したほか、ドローンを活用した災害対応にも取り組んでいたというが、NBCの取材では、そのような活動実績は認められなかったという[9]。

- 「リンキング・ザ・ワールド」の公式動画では、チャンが米誌タイムの表紙を飾ったことを画像付きで紹介していたが、タイムは「この表紙は偽物である」との公式な見解を発表[9]。

また、国連での職位も嘘であった。またNBCニュースは民主党と共和党の代表者会議で講演したことも嘘であると報道した。
この問題が報道された後、チャンは自身のTwitterアカウントを削除した。